# Вількостув
Вількостув (пол. Wilkostów, нім. Wolfsdorf) — село в Польщі, у гміні Менкіня Сьредського повіту Нижньосілезького воєводства.
Населення — 119 осіб (2011).
У 1975-1998 роках село належало до Вроцлавського воєводства.

## Демографія
Демографічна структура станом на 31 березня 2011 року:
|          | Загалом | Допрацездатний вік | Працездатний вік | Постпрацездатний вік |
| -------- | ------- | ------------------ | ---------------- | -------------------- |
| Чоловіки | 64      | 12                 | 49               | 3                    |
| Жінки    | 55      | 14                 | 32               | 9                    |
| Разом    | 119     | 26                 | 81               | 12                   |